# Институт „Хувър“
Институт „Хувър“ (на английски: Hoover Institution) е американски тинк танк за публична политика, намиращ се в Станфордския университет в Калифорния.
Той е част от Института за войната, революцията и мира „Хувър“ – библиотека, основана през 1919 г. от Хърбърт Хувър, станфордския първи студент и първи випускник, преди да стане президент на САЩ. Библиотеката, известна като Библиотека и архиви на Институт Хувър, притежава множество архиви, свързани с Хувър, Първата и Втората световна война и други, свързани със световната история.
Институт Хувър е част от Станфордския университет, но има свой борд на наблюдателите. Намира се в района към университета. Неговата мисия е положена в основните принципи: представително управление, частно предприемачество, мир, лична свобода и защита на американската система.
Институт Хувър е влиятелен за американските консервативни и либертариански течения. Институтът е отдавна място за научни изследвания на известни консерватори с опит в правителственото управление като Едуин Мийз, Кондолиза Райс, Джордж Шулц, Томас Соуел, Шелби Стийл и Еми Зегарт, които са всичките научни членове на Институт Хувър.
Институтът се помещава в три сгради в района на Станфорд, най-известната от които е Кулата Хувър, която е и популярен обект за посетители.